# Três Barras (ort)
Três Barras är en ort i Brasilien.   Den ligger i kommunen Três Barras och delstaten Santa Catarina, i den södra delen av landet, 1 200 km söder om huvudstaden Brasília. Três Barras ligger 767 meter över havet och antalet invånare är 14 855.
Terrängen runt Três Barras är platt. Närmaste större samhälle är Canoinhas, 10,4 km sydväst om Três Barras.
I omgivningarna runt Três Barras växer i huvudsak städsegrön lövskog. Runt Três Barras är det ganska glesbefolkat, med 23 invånare per kvadratkilometer.